# Gli orsetti del cuore - Una giornata a Giocattolandia
Gli orsetti del cuore - Una giornata a Giocattolandia (Care Bears: Journey to Joke-a-Lot) è un film del 2004 diretto da Mike Fallows con protagonisti gli Orsetti del cuore.

## Trama
A Tantamore, la famosa città degli orsetti del cuore, Mattacchiorso, famoso per la sua comicità, organizza uno scherzo, mentre Brontolorso sta costruendo una giostra per la festa di Tantamore. Mattacchiorso dopo una bravata viene cacciato da Brontolorso e dagli altri mentre questi cerca di riparare le cose. Brontolorso si convince a chiedere scusa a Mattacchiorso che cercava in ogni modo di divertire gli altri senza far loro del male, ma insieme agli altri orsetti trova la casa vuota con una lettera di addio.
Questi infatti voleva trovare un posto dove potesse far ridere e attraverso una montagna russa si ritrova in un paese dove regna la felicità. Mattacchiorso viene scambiato da Sgomitoso per un erede della corona e viene eletto re di Giocattolandia. Gli orsetti tentano di convincere Mattacchiorso a tornare a Tantamore per la festa. Sgomitoso ordina ai suoi scagnozzi Philo, Cleon e Bidel di rubare lo scettro reale, grazie al quale riesce ad accedere al caveau, con l'intento di rubare i gioielli reali e di fuggire via su un dirigibile rosa. Fermato dagli orsetti del cuore, quest'ultimo pentitosi rivela che il suo vero nome è Basil Topasso, proveniente da un paese denominato l'atollo senza spasso dove gli abitanti sono seri e di aver tentato di rubare i gioielli reali per cercare di rallegrare i suoi concittadini. Mattacchiorso infine scopre anche che il vero erede al trono è la sua fedele amica Trottolina e che quindi può tornare a casa insieme ai suoi amici e a Sgomitoso.

## Ambientazione
Il film è ambientato in tre luoghi:
- Tantamore;
- Giocattolandia;
- L'atollo senza spasso (menzionato)

## Discendenza dei re di Giocattolandia
Mentre Mattacchiorso stava visitando il palazzo reale di Giocattolandia, Sgomitoso menziona alcuni re del passato. Ecco una tabella riassuntiva di alcuni re:
|               |         | Re di Giocattolandia |               |               |
| ------------- | ------- | -------------------- | ------------- | ------------- |
| Nome          | Titolo  | Anno                 | Successore    | Predecessore  |
| Trottolina    | Regina  | ??-??                | ??-??         | Mattacchiorso |
| Mattacchiorso | Re      | ??-??                | Trottolina    | Vecchio re    |
| Vecchio re    | Alto Re | ??-??                | Mattacchiorso | Re Bobo       |
| Re Bobo       | Re      | ??-??                | Vecchio re    | Re Puff       |
| Re Puff       | Re      | ??-??                | Re Bobo       | ??-??         |